# Miahuatlán (kommun)
Miahuatlán är en kommun i Mexiko.   Den ligger i delstaten Veracruz, i den sydöstra delen av landet, 240 km öster om huvudstaden Mexico City. Antalet invånare är 4 429.
Följande samhällen finns i Miahuatlán:
- Dos Jacales
- Cumbre de Jonotal